# Comté de Sayn
XIe siècle – 1806
Entités précédentes :
- Duché de Franconie

Entités suivantes :
- Duché de Nassau

Le comté de Sayn (en allemand : Grafschaft Sayn) est un ancien État du Saint-Empire, qui a existé dans la Rhénanie-Palatinat. Probablement fondé au XIe siècle, ce petit comté existait jusqu'à la dissolution du Saint-Empire en 1806.

## Histoire
Initialement, il y a eu deux comtés du Saint-Empire successifs à Sayn. Le premier autour du est documenté[pas clair] pour la première fois en 1139 et fut très tôt associé avec le comté de Sponheim. 
Le comte Henri III de Sayn fut remarqué pour avoir été accusé de rites sataniques par le Grand Inquisiteur de l'Église allemande, Conrad de Marbourg, en 1233. Henri fut acquitté des charges contre lui par une assemblée d'évêques dans la cité de Mayence, mais Conrad refusa d'accepter le verdict et quitta celle-ci. Personne ne sait si ce sont les chevaliers d'Henri qui ont tué Conrad sur le chemin du retour vers Marbourg, mais l'enquête fut abandonnée en raison de la cruauté de Conrad, et même en dépit de l'exigence du Pape Grégoire IX de punir les meurtriers. 
Avec la mort d'Henri en 1246, le comté passa à son beau-frère le comte Godefroy III de Sponheim (mort en 1218), l'époux de sa sœur Adélaïde. Le fils aîné de Godefroy et Adélaïde, Jean de Sponheim-Starkenburg (mort en 1266), est l'ancêtre de la branche de Sponheim-Sayn régnant à partir de 1263. Henri avait fondé le château et la ville de Hachenburg vers 1180. Celui a ensuite été un des sièges des comtes de Sayn.
Le second comté de Sayn-Sayn apparut d'une partition de Sponheim-Sayn en 1283 (l'autre partition étant celle de Sayn-Homburg). Il est connu pour ses nombreux règnes partagés, cela dura jusqu'en 1608 lorsqu'il fut hérité par les comtes de Sayn-Wittgenstein-Sayn. L'absence de descendants directs de Guillaume III de Sayn-Wittgenstein-Sayn amena à une annexion temporaire des terres comtales par l'archevêque de Cologne jusqu'à la délibération de la succession. En 1648, suivant la guerre de Trente Ans, le comté fut divisé entre les partitions de Sayn-Wittgenstein-Sayn-Altenkirchen et de Sayn-Wittgenstein-Hachenburg.

### Le comté de Sayn sous la maison de Sayn jusqu'à son extinction en 1246

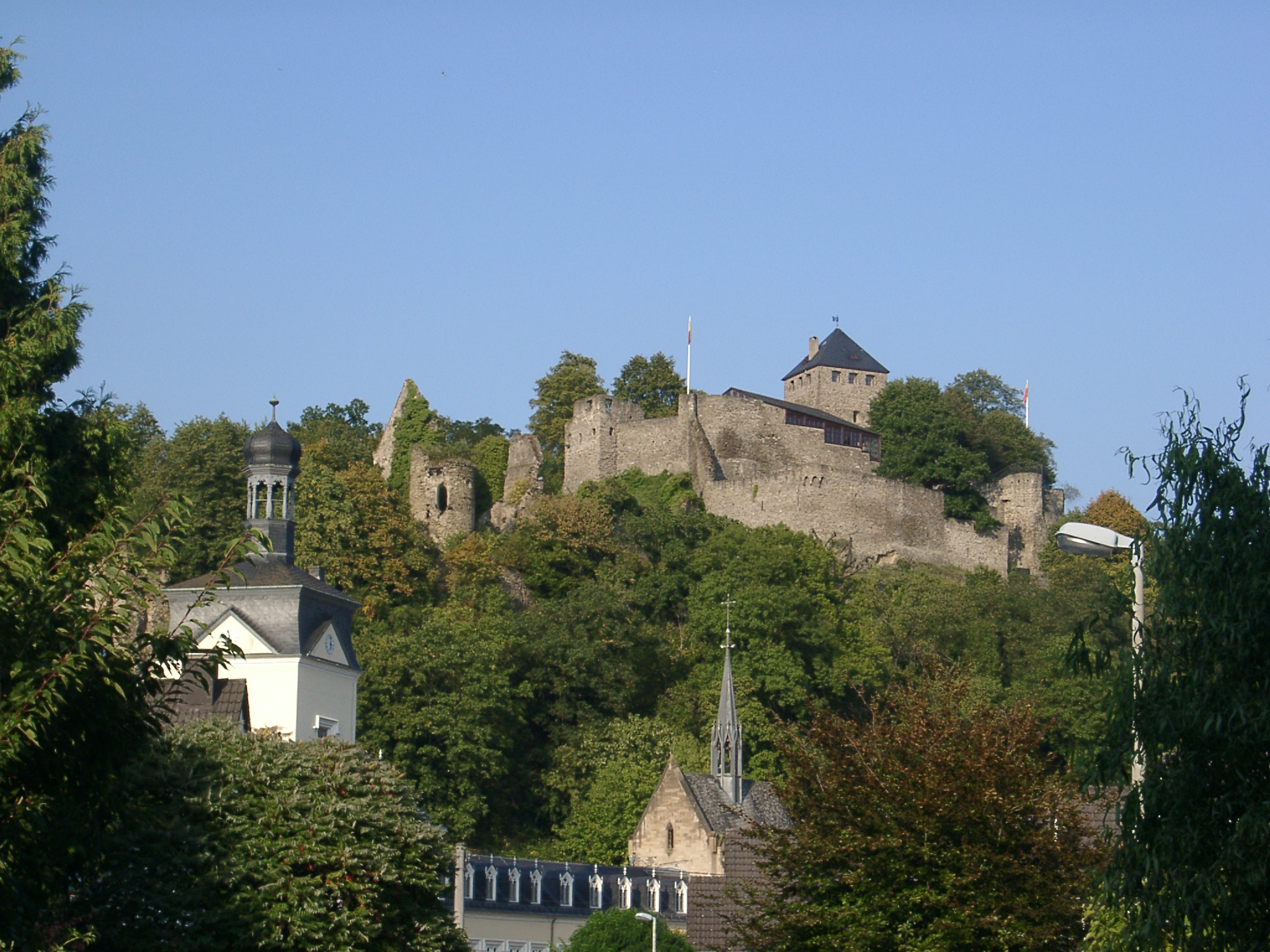
Château de Sayn.

En 1152, le château de Sayn (nl) à Bendorf près de Coblence est mentionné à l'occasion de sa destruction par l'archevêque de Cologne. Cependant, le château est rapidement reconstruit. Avant 1231, le comte Henri III acquit la seigneurie de Vallendar. En 1246, la dynastie meurt avec lui pour la lignée masculine.

### Le comté de Sayn sous la maison de Sponheim jusqu'à la division de 1294
Par la suite du mariage de Gotfried de Sponheim († 1220) avec Adelheid de Sayn, Blankenberg, Lewenberg et Kreuznach, le comté de Sayn revient en 1231 à Jan I de Sponheim († 1277), qui est également porteur du titre de comte dans l'arrière-comté de Sponheim. Après sa mort, ses fils partagent les deux comtés, Sayn venant à Godfried († 1283).
Godfried étant marié à Jutta de Homburg, cela relie la seigneurie de Homburg à Sayn. C'est la période où les comtes ont réussi à atteindre l'extension maximale de leur territoire. Après la mort de Godfrey en 1283, ses fils se partagent l'héritage en 1294.
- Jean Ier hérite du comté de Sayn et de la moitié de la seigneurie de Homburg.
- Engelbert hérite de la seigneurie de Vallendar et de l'autre moitié de la seigneurie de Homburg.

### Le comté de Sayn-Sayn jusqu'à son extinction en 1606

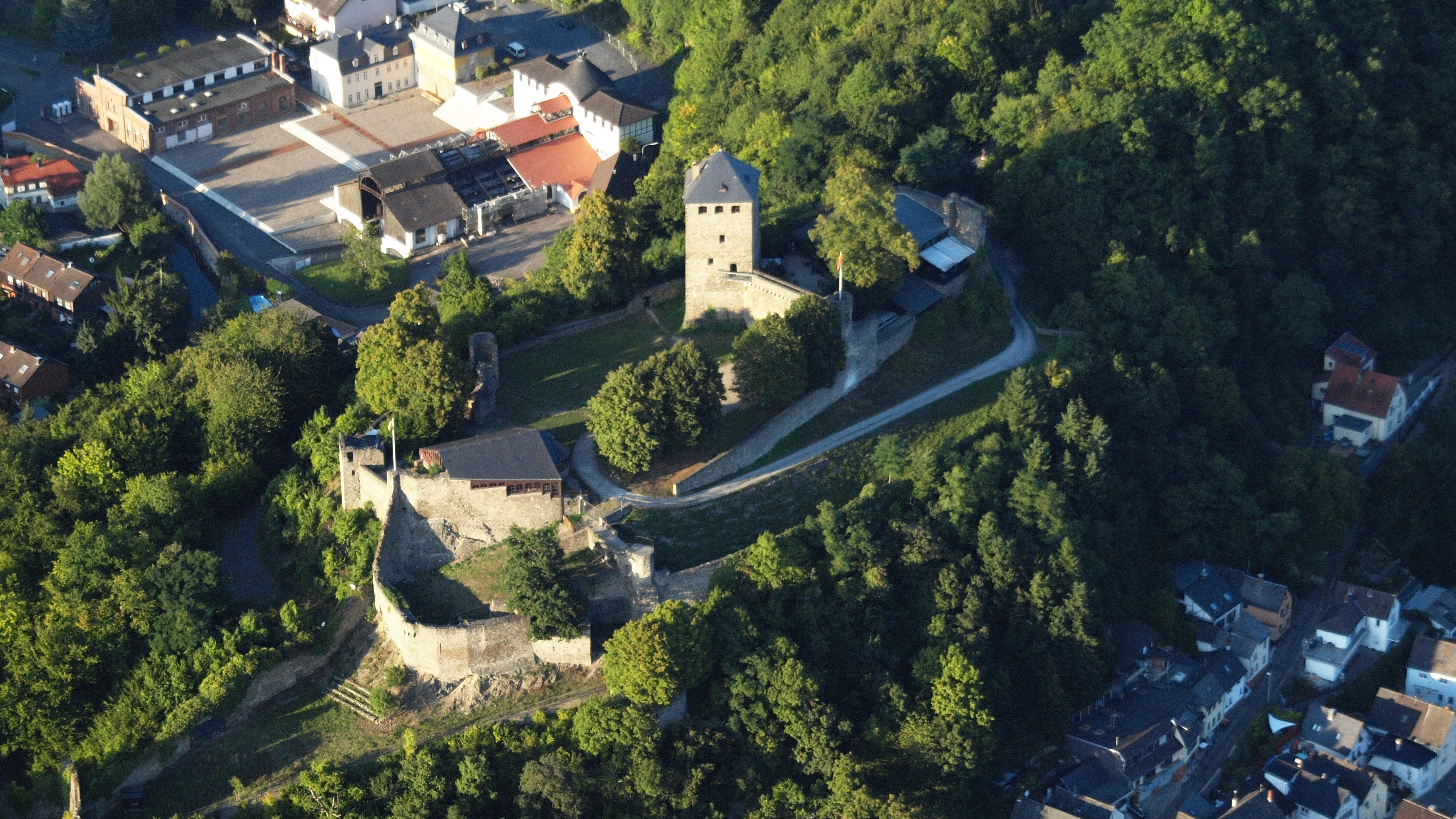
Les ruines du château médiéval de Sayn

En 1397, la région échoit à l'électorat de Trèves. Sierk et Menzberg sont acquises par le mariage du comte Gérard II avec Elizabeth de Sierk-Menzberg, et en 1508, Limbourg et Bruch sont reçues grâce au mariage du comte Sebastian avec Margaretha de Limburg-Bruch. La réforme a été introduite en 1561. La branche de Sayn s'éteint en 1606 avec le comte Henri IV. Les acquisitions s'effritent ensuite.
- Sierk et Menzberg partent vers les seigneurs féodaux, l'électeur de Trèves et le duc de Lorraine.
- Le Limbourg et Bruch arrivent aux mains des comtes de Daun à la suite du mariage d'Irmgard, une fille du comte Jan IV.
- Sayn et Freusburg passent aux comtes de Sayn-Wittgenstein à la suite du mariage d'Anna Elizabeth, une fille du comte Adolf avec Guillaume de Sayn-Witgenstein. Le comté n'est plus uni au comté de Wittgenstein et Berleburg, car les frères de Guillaume héritent alors de leur père.
- Le château de Sayn, situé hors du comté d'alors, est repris par l'électorat de Trèves.

### Le comté de Sayn de 1606 jusqu'à la division en 1652

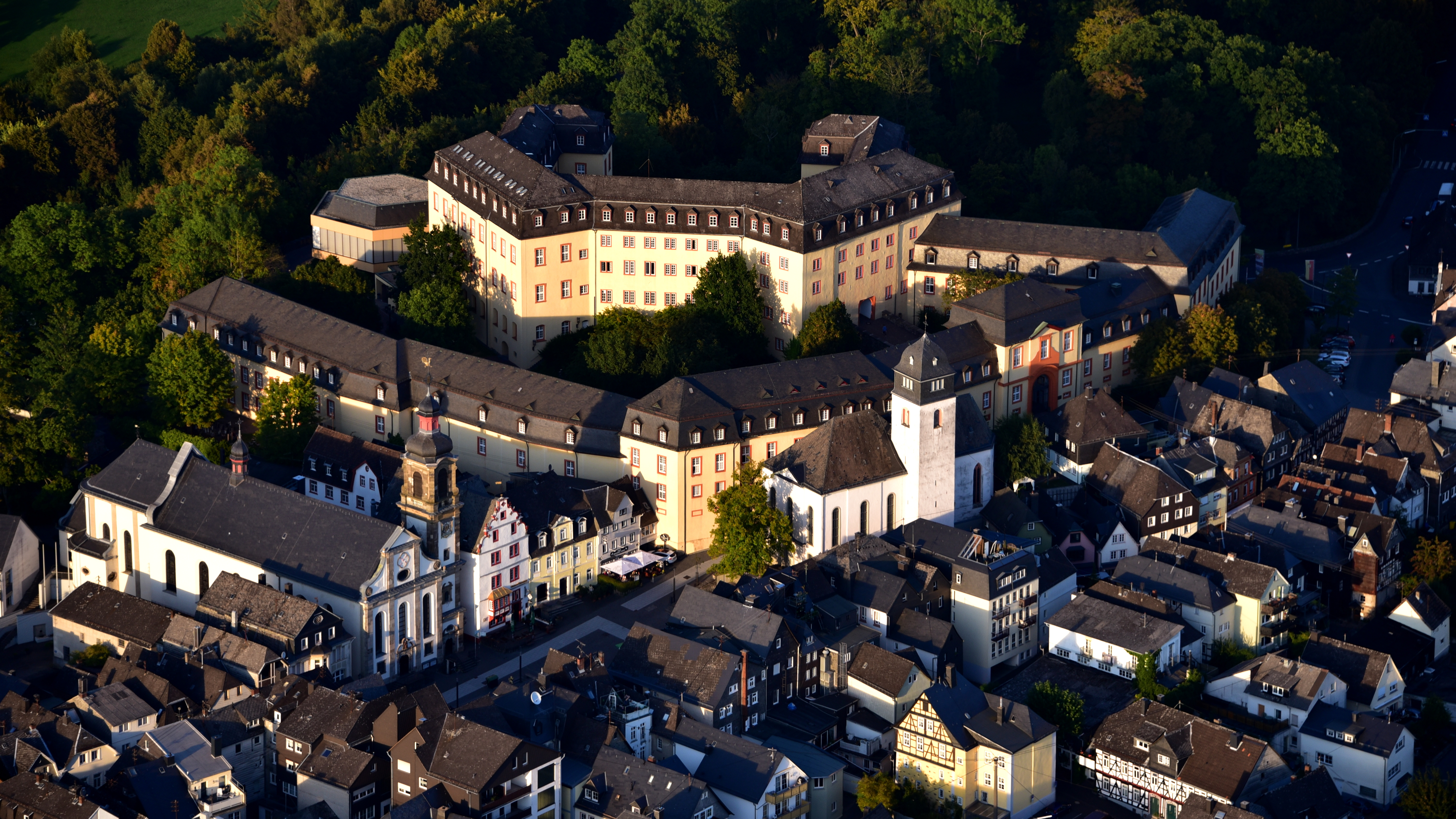
Le Château de Hachenburg

Pendant la guerre de Trente Ans, une situation chaotique apparaît. En 1626 et 1637, l'électorat de Trèves occupe l'ambt de Freusberg. Entre-temps, la branche du comte, encore mineur, Jan de Sayn-Wittgenstein-Sayn s'éteint en 1636. Les deux sœurs du comte Louis, Ernestine et Jeannette mineures elles aussi, sont les héritières. En 1637, l'électorat de Cologne occupe l'ambt d'Hachenburg et le comte de Sayn-Wittgenstein occupe celui d'Altenkirchen en 1642. Avec la paix d'Osnabrück de 1648, l'article IV, paragraphe 36, réglemente le retour à leur mère, la veuve comtesse Louise-Julienne d'Erbach, du château, de la ville et de l'ambt d'Hachenburg, avec la suzeraineté sur le village de Bendorf. Cette disposition est prise en 1649. En 1652, le château de Sayn, le monastère de Sayn, Stromberg, Mülhofen et Urmitz reviennent à la l’Électorat de Trèves. Altenburg et Freusberg reviennent aux héritiers. Enfin, les actifs sont partagés entre les deux sœurs.
- Pour Sayn-Hachenburg : Hachenburg, Steinebach, le monastère de Marienstatt, le château de Froneck, Marienthal, Hamm, Flammersfeld, Birnbach.
- Pour Sayn-Altenkirchen : Altenkirchen, Freusberg (Gebhardshain, Friedewald), Bendorf.

Les deux comtés sont venus dans d'autres maisons à la suite des mariages des filles : 
- Sayn-Hachenburg passa des Comtes de Manderscheid-Blankenheim en 1714 aux Burgraves de Kirchberg, et en 1799 aux Princes de Nassau-Weilbourg.
- Sayn-Altenkirchen passa au ducs de Saxe-Eisenach jusqu'en 1741, puis aux margraves de Brandebourg-Ansbach, dont les territoires sont annexés à la Prusse en 1791. À la suite du recès de la Diète d'Empire de 1803, le comté fut attribué à la Principauté de Nassau-Usingen, qui avec Nassau-Weilburg fut élevée au duché de Nassau en 1806.

## Liste des comtes de Sayn

### Les comtes de Sayn (1139-1246)
- Eberhard I (1139–76)
- Henry I/II (1176–1203) avec…
- Eberhard II (1176–1202) avec…
- Henri (II)/III (1202–46)
- Godfrey II/III, comte de Sponheim (Régent, 1181–1220)
- John I, comte de Sponheim-Starkenburg (Régent, 1226–1246)
- Mechtilde (fl. 1278-1282)[1]

### Les comtes de Sayn (1283-1608)
- John I (1283–1324)
- John II (1324–59)
- John III (1359–1403)Donateur de la famille de Sayn avec des filles, Jan Baegert vers 1510/1524
- Gerard I (1403–19)
- Theodore (1419–52)
- Gerard II (1452–93)
- Gerard III (1493–1506) avec…
- Sebastian I (1493–98) avec…
- John IV (1498–1529)
- John V (1529–60) avec…
- Sebastian II (1529–73) avec…
- Adolph (1560–68) avec…

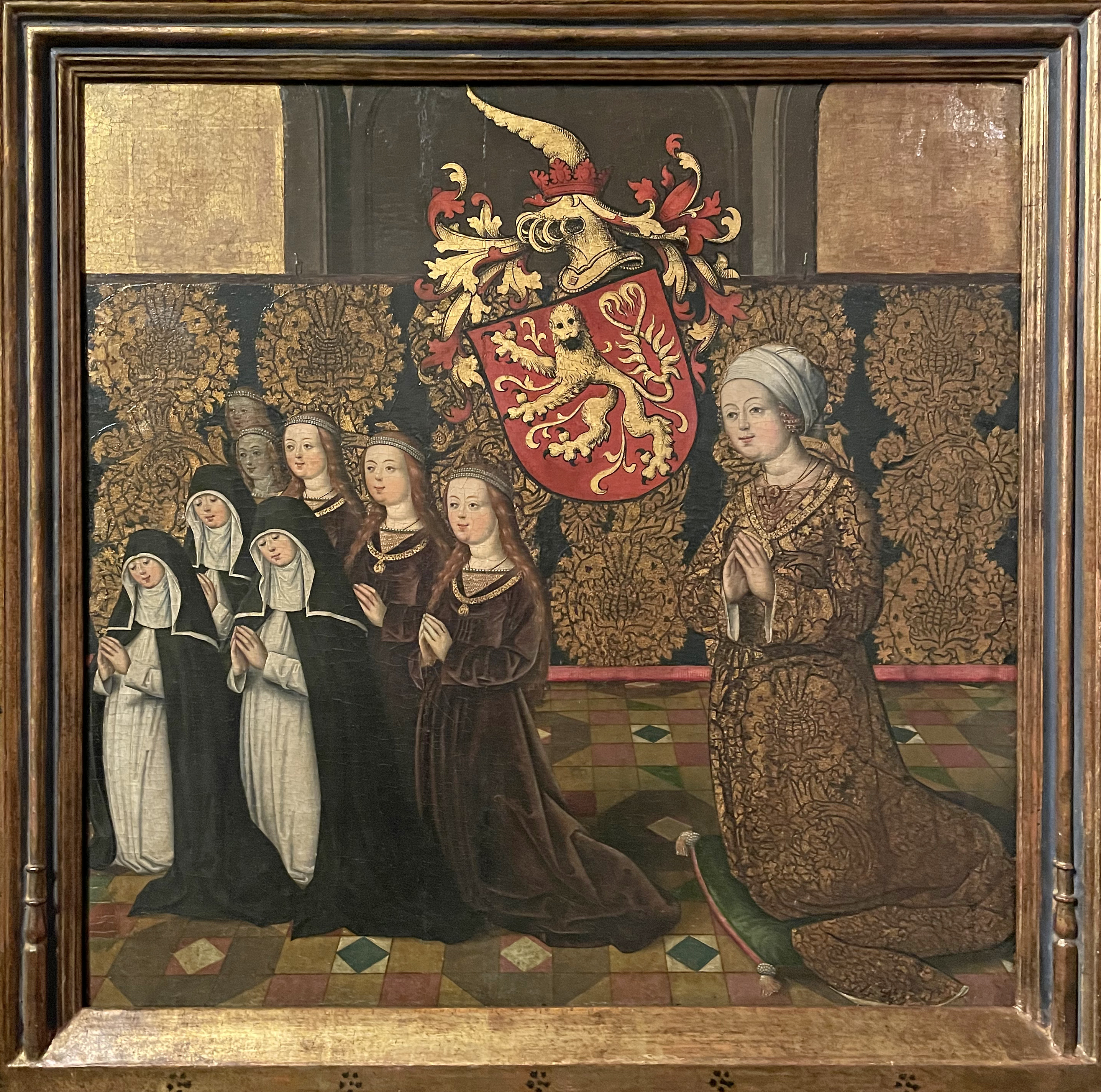
Donateur de la famille de Sayn avec des filles, Jan Baegert vers 1510/1524

- Henri IV de Sayn (1560-1606) (en) (1560–1606) avec…
- Herman (1560–71)
- Anna Elizabeth (1606–08)

### Liste des régents pour Sayn-Wittgenstein-Sayn
| Période   | Nom                      | Nom (en néerl.) | Naissance        | Dècès           | Relation familiale |
| --------- | ------------------------ | --------------- | ---------------- | --------------- | ------------------ |
| 1606-1623 | Guillaume II             | Willem II       | 14 mars 1569     | 29 octobre 1623 |                    |
| 1623-1632 | Ernest                   | Ernst           | 5 janvier 1569   | 22 mai 1632     | fils               |
| 1632-1636 | Louis ou Louise-Julienne | Lodewijk        | 8 septembre 1628 | 16 juillet 1636 | fils               |

### Les princes de Sayn-Wittgenstein-Sayn (dès 1834)

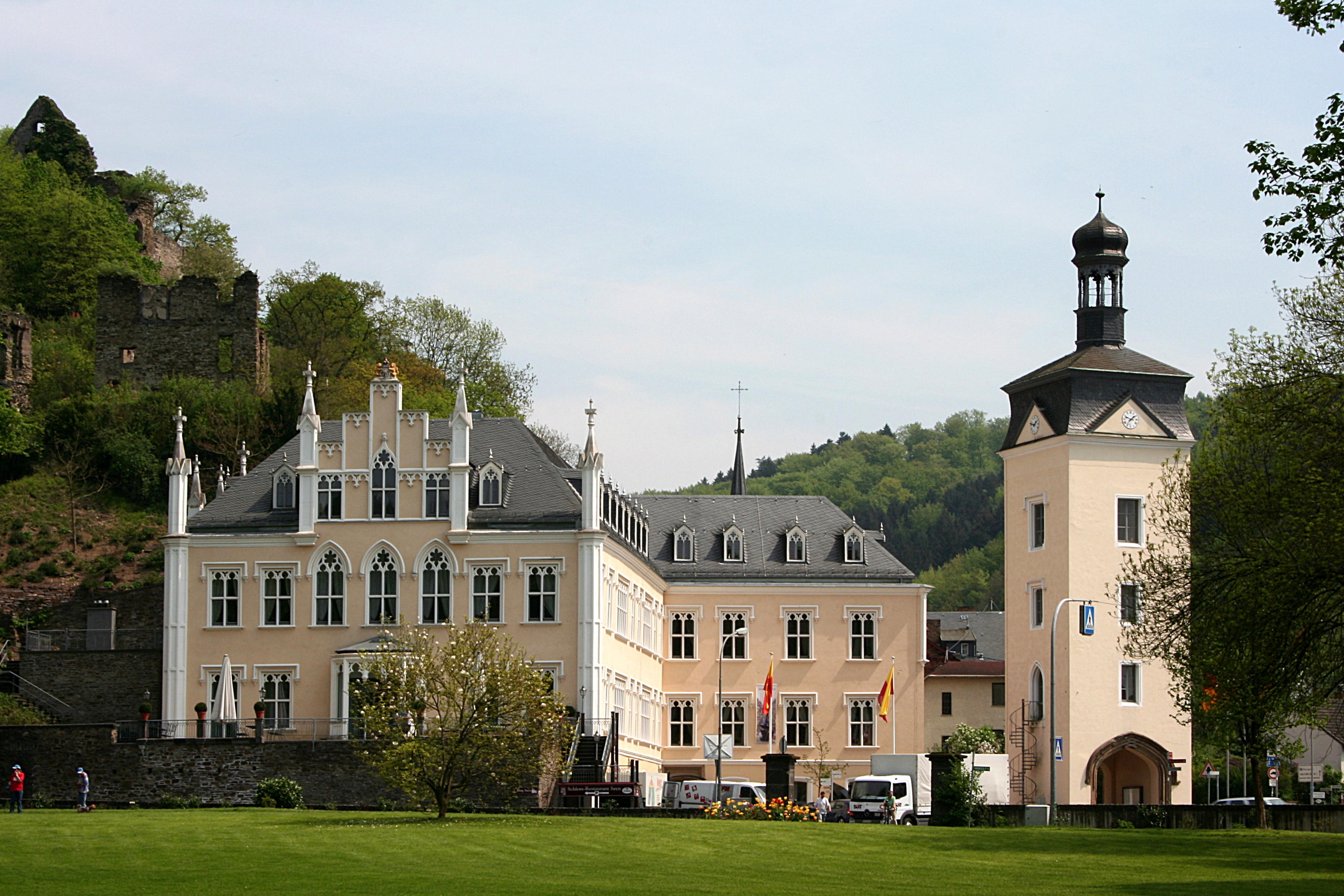
Le château nouveau de Sayn sous les ruines médiévales

Une division de la dynastie Sayn-Wittgenstein-Berleburg a établi la lignée Sayn-Wittgenstein-Berleburg-Ludwigsburg avec Ludwig Franz II (1694–1750). En 1834, le général russe Pierre Wittgenstein de cette lignée est élevé au rang de prince prussien sous le nom Sayn-Wittgenstein-Berleburg-Ludwigsburg depuis 1834. Son fils Ludwig Adolph (1799-1866) est devenu prince de Sayn-Wittgenstein-Sayn en 1861. Il reçut le château en ruine de Sayn en cadeau du roi de Prusse Frédéric-Guillaume IV et en 1848, il acquit également le manoir baroque au pied de la colline du château, qui avait longtemps appartenu à d'autres familles. Il le fait rénover dans le style néo-gothique. Le château a été gravement endommagé pendant la Seconde Guerre mondiale, mais a depuis été reconstruit. Il appartient toujours à la famille.
- Ludwig I Adolph (1799-1866), 1er prince de Sayn-Wittgenstein-Sayn, ∞ I Stéphanie Radziwill, héritière de grands domaines en Pologne russe; ∞ II Leonille Bariatinska
- Ludwig II (1843-1876) 1866–1876 2e prince
- Friedrich (1836-1909), frère ainé du dernier, 3e prince, reçoit le statut princier russe et a des descendants dans la "lignée russe"
- Alexandre (1847-1940), 1879–1883 4e prince, ∞ Marie Auguste Yvonne de Blacas d’Aulps, prend sa retraite en tant que Comte von Hachenburg de 1883 à 1918 en raison d'un second mariage morganatique
- Stanislaus (1872-1958), fils du dernier, 5e prince, ∞ I Marie Gabrielle comtesse de Schönborn-Wiesentheid, ∞ II Donna Elena Ruffo dei Principi della Scaletta
- Ludwig III (1915-1962), 6e prince, ∞ Marianne baronne Mayr de Melnhof (connu comme photographe à Salzbourg)
- Alexander (né 1943), 7e prince, ∞  Gabriela comtesse de Schönborn-Wiesentheid